# Pittsville (Maryland)
Pittsville é uma cidade  localizada no estado americano de Maryland, no Condado de Wicomico.

## Demografia
Segundo o censo americano de 2000, a sua população era de 1182 habitantes.
Em 2006, foi estimada uma população de 1191, um aumento de 9 (0.8%).

## Geografia
De acordo com o United States Census Bureau tem uma área de
4,5 km², dos quais 4,5 km² cobertos por terra e 0,0 km² cobertos por água. Pittsville localiza-se a aproximadamente 20 m acima do nível do mar.

## Localidades na vizinhança
O diagrama seguinte representa as localidades num raio de 20 km ao redor de Pittsville.